# 波利西克 (科羅斯堅區)
50°54′14″N 28°32′23″E / 50.90389°N 28.53972°E
波利西克（烏克蘭語：Поліське），是烏克蘭的村落，位於該國北部日托米爾州，由科羅斯堅區負責管轄，始建於1964年，面積2.25平方公里，海拔高度174米，2001年人口884，人口密度每平方公里392.89人。